# The World's Children's Prize for the Rights of the Child
The World’s Children’s Prize for the Rights of the Child är en svensk stiftelse, som sedan år 2000 har drivit en global utbildning för unga om barnets rättigheter, demokrati, och hållbar utveckling. Förutom kunskapsspridning delar man också årligen ut pris till välgörare för barns rättigheter och välfärd.
Mer än 70 000 skolor med 46 miljoner elever i 119 länder har deltagit och anslutit sig som så kallade Global Friend-skolor. Fler än 1 800 av skolorna finns i Sverige. De deltagande barnen får framtidstro och möjlighet att kräva att deras rättigheter respekteras. I världsomröstningen Global Vote utser barnen vem som får deras prestigefyllda pris för sina unika insatser för barnets rättigheter. Som mest har  7,1 miljoner barn röstat ett år. De två kandidater som inte får flest röster får barnens hederspris.
Sedan starten av World’s Children’s Prize år 2000, har över 55 pristagare utsetts och har blivit inspiration och förebilder för barn över hela världen. Prispengarna har hjälp till att ge några av världens mest utsatta barn ett bättre liv. World’s Children’s Prize genomförs i samarbete med tiotusentals lärare, samt nära 500 organisationer, utbildningsdepartement och medieprojekt för unga. Genom World’s Children’s Prize nås miljoner personer genom medier årligen med information om kränkningar av barnets rättigheter. 
Bland de barn som lär sig om sina rättigheter och demokrati genom World’s Children’s Prize finns miljontals barn som själva fått sina rättigheter kränkta. Bland dem finns före detta barnsoldater, skuldslavar och gatubarn, barn som förlorat sina föräldrar i aids, i folkmord eller i tsunamin och barn som lever i diktaturer. Många av dem visste tidigare inte om att barnets rättigheter fanns. Pristidningen Globen görs liksom webben worldschildrensprize.org på ett 10-tal språk och läses av deltagande barn jorden runt. Tidningen smugglas även in till byar i diktaturens Myanmar/Burma där barnen lär sig om sina rättigheter och arrangerar sin egen demokratiska omröstning.
World’s Children’s Prize Foundation (WCPF) har ett så kallat 90-konto, vilket endast de ideella föreninger, stiftelser och trossamfund kan få som har granskats och godkänts som 90-kontoinnehavare av Svensk Insamlingskontroll, SFI. SFI bevakar givarnas intressen och kontrollerar att de insamlade medlen används på rätt sätt. WCPF är också medlemmar av och granskas årligen av GIVA – frivilligorganisationernas sammanslutning i Sverige.

## Pristagare
- Malala Youzafsa, Pakistan (2022) WCP Årtiondets barnrättshjälte för sin kamp för flickors rätt till frihet och god utbildning.
- Ashok Dyalchand, Indien (2019) kämpar mot barnäktenskap, för flickors rättigheter.
- Guylande Mésadieu, Haiti (2019) kämpar för barn som utnyttjas som hushållsslavar, gatubarn och barn i fängelse.
- Spès Nihangaza, Burundi (2019) – kämpar för föräldralösa och utsatta barn.
- Rachel Lloyd, UK/USA (2018) – kämpar mot kommersiell sexuell exploatering av barn.
- Valeriu Nicolae, Rumänien (2018) – kämpar mot diskriminering och rasism, och för alla fattiga barns rättigheter.
- Manuel Rodrigues, Guinea Bissau (2017)– kämpade för barn med funktionsnedsättningar, i synnerhet blinda barn.
- Rosi Gollmann, Tyskland (2017) kämpar för de fattigaste och mest utsatta barnen i Indien och Bangladesh.
- Molly Melching, Senegal och USA, kämpar mot könsstympning, barnäktenskap och tvångsäktenskap.
- Kailash Sathyarti, Indien (2015) – kämpar mot barnarbete och slaveri och för alla barns rätt till utbildning.
- Gabriel Mejía Montoya, Colombia (2019) kämpar för gatubarn, barnsoldater och barn som dömts till fängelse.
- Javier Stauring, USA (2015) kämpar för barn som fängslats och för brottsoffer, samt för deras familjer.
- Phymean Noun, Kambodja (2015) – kämpar barn som växer upp i slumområden och på soptippar.
- Malala Youzafsa, Pakistan (2014) kämpar för flickors rätt till firhet och god utbildning.
- John Wood, USA (2014) – driver Room to Read för barns, särskilt flickors rätt till utbildning
- Indira Ranamagar, Nepal (2014 – kämpar för barn till fängslade i Nepal.
- James Kofi Annan, Ghana (2013) – arbetar mot barnslaveri i fiskeindustrin på sjön Volta.
- Kimmie Weeks, Liberia, (2013) – kamp för barnets rättigheter, i synnerhet för barn som drabbats av krig
- Sakena Yacoobi, Afghanistan (2012) – kämpar för barn och kvinnors rätt till utbildning, hälsovård och att få lära sig om sina rättigheter.
- Ann Skelton, Sydafrika (2012) jurist som kämpar för barnvänliga lagar.
- Anna Mollel, Tanzania (2012) –  kämpar för masajbarn med funktionsvariationer och andra fattiga barn.
- Monira Rahman, Bangladesh (2012) – kämpar mot syravåld, framförallt mot flickor.
- Murhabazi Namegabe, Kongo-Kinshasa (2011) - kämpar för att befria barn som tvingats bli barnsoldater och sexslavar
- Cecilia Flores-Oebanda, Filippinerna (2011) – kämpar mot barnarbete och människohandel.
- Nelson Mandela, Sydafrika & Graça Machel, Moçambique (2009-2010) - decenniepristagare
- Somaly Mam, Kambodja (2008) - kämpar för att befria flickor i Kambodja ur sexslaveri och ge dem rehabilitering och utbildning
- Betty Makoni, Zimbabwe (2007) - kämpar för Zimbabwes flickor och deras rättigheter
- De föräldralösas organisation, AOCM, Rwanda (2006) - hjälper barn och ungdomar som förlorat sina föräldrar i folkmordet i Rwanda 1994
- Nelson Mandela och Graça Machel, Sydafrika och Moçambique (2005) - kämpar för barn och ungdomar i Sydafrika respektive Moçambique
- Prateep Ungsongtham Hata, Thailand (2004) - ger barn från Thailands slumområden ett bättre liv och en möjlighet att gå i skolan
- James Aguer, Sudan (2003) - befriar barn som tagits som fångar av milisen
- Nkosi Johnson (postumt), Sydafrika (2002) - kämpade för de Aids-sjuka barnens rättigheter
- Craig Kielburger, Kanada (2006) - kämpar för barns rättigheter, ordnar skolor och hälsovård, m.m.
- Mammorna på S:t Rita, Kenya (2005) - hjälper och stöttar barn som förlorat sina föräldrar i Aids
- Agnes Stevens, USA (2008) - hjälpte hemlösa barn i USA att klara sin skolgång genom organisationen School on Wheels.
- Josefina Condori, Peru (2008) - hjälper flickor som arbetar som pigor i staden Cusco i Peru, ofta under slavlika förhållanden
- Cynthia Maung, Myanmar (2007) - hjälper barn på flykt i och utanför Burma
- Inderjit Khurana, Indien (2007) - hjälper Indiens allra fattigaste barn genom att ordna undervisning, mm.
- Jetsun Pema, Tibet (2006) - hjälper barn som flytt från Tibet till Indien
- Ana María Marañon de Bohorquez, Bolivia (2005) - hjälper barn som bor på gatorna i Cochabamba
- Paul och Mercy Baskar, Indien (2004) - befriar indiska barn från skadligt barnarbete
- Liz Gaynes och Emani Davis, USA (2004) - arbetar för fångarnas barn i USA
- Prateep Ungsongtham Hata, Thailand (2004)
- Maggy Barankitse, Burundi (2003) - räddar livet på barn som förlorat sina anhöriga i inbördeskriget i Burundi
- Maiti Nepal (2002) - arbetar mot trafficking och befriar nepalesiska flickor från bordeller i Indien
- Nkosi Johnson (postumt), Sydafrika (2002)
- Pastoral da Criança, Brasilien (2003) - arbetar för att minska barnadödligheten och undernäringen i Brasilien
- Casa Allianza, Centralamerika (2002) - hjälper barn som bor på gatorna i Mexiko, Guatemala, Honduras och Nicaragua
- Asfaw Yemiru, Etiopien (2001) - gav utbildning åt Etiopiens fattigaste barn
- Barefoot College, Indien (2001) - ordnar kvällsskolor för barn som måste arbeta på dagarna
- Barnens Fredsrörelse, Colombia (2001) - undervisar barn i Colombia om alla barns rättigheter, samt stöttar barn som upplevt våld o dyl.
- Anne Frank (postumt), Nederländerna (2000) - judisk flicka som gömde sig undan nazisternas förföljelse, men upptäcktes och dog i koncentrationsläger
- Hector Pieterson (postumt), Sydafrika (2000) – dödades under en fredlig anti-apartheiddemonstration
- Iqbal Masih (postumt), Pakistan (2000) - kämpade för barns rätt att slippa utföra skadligt arbete och att bli skuldslavar